# Alexandre Espigares
Alexandre Espigares é um cineasta espanhol. Como reconhecimento, venceu, no Oscar 2014, a categoria de Melhor Animação em Curta-metragem por Mr Hublot.